# بخش باتلر (شهرستان دارک، اوهایو)
بخش باتلر (به انگلیسی: Butler Township) یک منطقهٔ مسکونی در ایالات متحده آمریکا است که در شهرستان دارک، اوهایو واقع شده‌است.
 بخش باتلر ۸۹٫۸ کیلومتر مربع مساحت و ۱٬۵۳۵ نفر جمعیت دارد و ۳۳۰ متر بالاتر از سطح دریا واقع شده‌است.